# Уэйт, Дэвис Хансон
Дэ́вис Ха́нсон Уэ́йт (англ. Davis Hanson Waite; 9 апреля 1825, Джеймстаун, Нью-Йорк — 29 ноября 1901, Аспен, Колорадо) — американский политик, 8-й губернатор Колорадо.

## Биография

### Ранние годы
Дэвис Хансон Уэйт родился 9 апреля 1825 года в Джеймстауне в семье Джозефа и Оливии Уэйт. Он окончил Jamestown Academy, а также изучал право под руководством своего отца. В 1851 году Уэйт женился на Фрэнсис Элайзе Рассел, у них родились двое детей, Остин и Жозефина.

### Политическая карьера
В 1856 году Уэйт переехал в Висконсин, где через год был избран в легислатуру штата. В 1879 году Уэйт стал членом законодательного собрания штата Канзас.
В 1879 году Уэйт с семьёй переехал в Ледвилл, где занялся юридической практикой. В ноябре 1880 года, после кончины жены, он переехал в Аспен, где основал газету Aspen Times и стал секретарём ордена «Рыцари труда». 8 января 1885 года Уэйт женился на Селии Мальтби, у них родился сын Фрэнк Хансон Уэйт.
10 января 1893 года Уэйт стал губернатором штата Колорадо, а в 1894 году был переизбран на второй срок. Во время его правления было завершено строительство капитолия штата, а также был принят закон, разрешивший женщинам голосовать.

### Смерть и наследие
Уэйт скончался 27 ноября 1901 года во время обеда в честь Дня благодарения в своём доме в Аспене. Его дом на West Francis Street в Аспене внесён в Национальный реестр исторических мест.